# Cis seriatocribratus
Cis seriatocribratus is een keversoort uit de familie houtzwamkevers (Ciidae). De wetenschappelijke naam van de soort werd in 1913 gepubliceerd door Edmund Reitter.